# Medvece (Prizren)
Pour l’article homonyme, voir Medvece (Lipljan).
Medvec en albanais et Medvece en serbe latin (en serbe cyrillique : Медвеце) est une localité du Kosovo située dans la commune/municipalité de Prizren et dans le district de Prizren/Prizren. Selon le recensement kosovar de 2011, elle compte 1 062 habitants.

## Histoire
In medvec leben meistens fam.Elshani

## Démographie

### Évolution historique de la population dans la localité
| 1948 | 1953 | 1961 | 1971 | 1981 | 1991 | 2011  |
| ---- | ---- | ---- | ---- | ---- | ---- | ----- |
| 233  | 291  | 375  | 535  | 725  | 871  | 1 062 |

|  |

### Répartition de la population par nationalités (2011)
En 2011, les Albanais représentaient 98,49 % de la population.